# كيت دويغنان
كيت دويغنان (بالإنجليزية: Kate Duignan)‏ (1974، ويلينغتون في نيوزيلندا)؛ روائية نيوزيلندية. درست في جامعة فيكتوريا.